# Santo Domingo (Messico)
Santo Domingo è una municipalità dello stato di San Luis Potosí, nel Messico centrale, il cui capoluogo è la omonima località.
Conta 12.043 abitanti (2010) e ha una estensione di 4.352,96 km².